# Neve Campbell
Neve Campbell, nascuda amb el nom de Neve Adrianne Campbell (Guelph, Ontario, 3 d'octubre de 1973), és una actriu canadenca. És coneguda principalment pels seus papers protagonistes a la pel·lícula Scream i les seves seqüeles, i a la sèrie de televisió Party of Five (Tots cinc).

## Vida personal
Neve és filla de Gerry Campbell, un professor d'interpretació escocès, i de Marnie Campbell, una professora de ioga holandesa. Els seus pares se separaren quan Neve tenia 2 anys i posteriorment ambdós es tornaren a casar; el seu pare, fins i tot, es casà una tercera vegada. Té tres germans; Christian, el germà gran per 18 mesos, també és actor. Damian i Alex són els germans petits, fills dels altres casaments del seu pare. Alex també es dedica a la interpretació; Damian pateix la síndrome de Tourette i, per això, Neve Campbell ha fet de la portaveu d'una organització contra la síndrome de Tourette.
El 3 d'abril de 1995 es casà a Westminster amb Jeff Colt, un cambrer estudiant d'art dramàtic que va conèixer mentre estava a Toronto fent una obra de teatre, i van anar a viure a Los Angeles. El 30 de juliol de 1997, però, van anunciar la seva separació. Posteriorment va estar amb Matthew Lillard, Pat Mastroianni, John Cusack i Billy Burke, encara que també es rumorejà que amb Matthew Perry). L'any 2007 es va casar amb l'actor John Light.

## Joventut
Neve començà la seva carrera artística com a ballarina als 6 anys. Als 9 ingressà a l'Escola Nacional de Ballet del Canadà on interpretà obres com el trencanous o la bella dorment. També estudià cant i orientà la seva carrera cap a la interpretació. La seva primera obra important va ser El fantasma de l'òpera al Pantages Theatre de Toronto. També va participar en sèries televisives canadenques com La meva doble identitat i The kids in the hall, però la que la feu realment famosa al seu país fou Catwalk l'any 1992.

## Carrera artística
L'any que va saltar a la fama mundial fou el 1994 gràcies al seu paper com a Julia Salinger en la sèrie televisiva Tots cinc (Party of Five) en què va intervenir fins a l'any 2000. Aquell mateix any participà en la seva primera pel·lícula, Paint Cans de Paul Donovan. Treballà en diverses produccions canadenques fins que l'any 1996 feu el salt a Hollywood amb Joves i bruixes, d'Andrew Fleming, actuant al costat de Fairuza Balk, Robin Tunney i Rachel True. Aquell mateix any li arribà l'èxit en protagonitzar Scream, de Wes Craven.

## Curiositats
- Neve Campbell fa 1,70 m d'alçada.
- Va començar a estudiar ballet després de veure l'obra El trencanous amb el seu pare.
- Les seves aficions són la natació, l'equitació, la música clàssica, la meditació i el ioga, i la lectura sobre el budisme.
- El seu nom Neve (pronunciat nev) és el cognom de soltera de la seva mare, Marnie Neve, que prové d'una família sefardita que va emigrar a Holanda el segle xv. Malgrat ser catòlica, Neve també es considera jueva degut a la seva ascendència.[5]
- La mare de Neve és d'Amsterdam. Tot i estudiar per a psicoanalista treballa com a professora de ioga.

## Filmografia
- Catwalk (1992) (Sèrie de TV): Daisy McKenzie
- Tots cinc (Party of Five) (1994) (Sèrie de TV): Julia Salinger
- The Forget-Me-Not Murders (1994) (TV): Jess Foy
- I Know My Son Is Alive (1994) (TV): Beth
- The Dark (1994): Jesse Donovan
- Paint Cans (1994): Tristesse
- The Passion of John Ruskin (1994): Ephemera/Effie
- Baree (1994) (TV): Nepeese
- Love Child (1995): Deidre
- El fantasma de Canterville (The Canterville Ghost) (1996) (TV): Virginia 'Ginny' Otis
- Scream (1996): Sidney Prescott
- The Craft (1996): Bonnie
- Scream 2 (1997): Sidney Prescott
- El rei lleó II (The Lion King II: Simba's Pride) (1998) (Vídeo) (veu): Kiara, adult
- Hairshirt (1998): Renée Weber
- 54 (1998): Julie Black
- Jocs salvatges (Wild Things) (1998): Suzie Marie Toller
- Tango per a tres (Three to Tango) (1999): Amy Post
- Scream 3 (2000): Sidney Prescott
- Pànic a l'aire (Panic) (2000): Sarah Cassidy
- Tothom la volia morta (Drowning Mona) (2000): Ellen Rash
- Investigating Sex (2001): Alice
- Last Call (2002) (TV): Frances Kroll
- Blind Horizon (2003): Chloe Richards
- La companyia (2003): Ry
- Lost Junction (2003): Missy
- Churchill: The Hollywood Years (2004): Princess Elizabeth
- When Will I Be Loved (2004): Vera Barrie
- A Private War (2005)
- Relative Strangers (2005): Ellen Minola
- Partition (2005): Margaret Stilwell
- Reefer Madness: The Movie Musical (2005) (TV): Miss Poppy
- Adina (2006): Adina
- The Death of Harry Tobin (2006)
- Ecstasy (2006): Marie
- The Mermaids Singing (2006): Grace
- Scream 4 (2011): Sidney Prescott
- The Glass Man (2011): Julie Pyrite
- Walter (2015): Allie
- Scream (2022): Sidney Prescott